# Marció
Marció (en llatí: Marcion, en grec antic: Μαρκίων) va ser un famós heretge del segle ii, nascut al Pont, ben segur a Sinope. Segons Tertul·lià era mariner i probablement constructor de vaixells. El seu pare era bisbe d'una església cristiana probablement a Sinope, però devia créixer abans de la conversió del pare.
Marció es va convertir al cristianisme a l'edat adulta. Per circumstàncies desconegudes (suposadament per la seducció d'una noia, però probablement pels seus escrits contra les lleis mosaiques) el seu pare el va excomunicar, cosa que el va afectar molt i es va dedicar a aconseguir l'aixecament de la sanció, però el pare, per temor que es considerés que ho feia per ser el seu fill, no li va voler retirar-li el càstig.
Marció va anar a Roma on el papa Higini I havia mort (cap a l'any 140) i va fer gestions per ser admès a la comunió de l'església; sembla que ho va aconseguir i fins i tot va aspirar a un bisbat, però novament va ser excomunicat diverses vegades (semel atque iterum) i finalment a perpetuïtat (in perpetuum discidium relegatus). Els darrers intents per ser readmès al si de l'Església van quedar frustrats per la seva mort, en data desconeguda.

## Creences
Tant Hipòlit de Roma com Tertulià el fan deixeble de Cerdó. Les doctrines de Marció consideraven l'existència d'un déu superior i invisible, d'un segons déu visible (el creador), i del dimoni (la font del mal). Condemnava el matrimoni i no admetia cap casat al baptisme, sense acceptar la norma de la procreació necessària per a la supervivència de l'espècie demanada pel mateix Creador. No creia tampoc en la resurrecció dels cossos i sí en la transmigració de l'ànima (això és dubtós i només ho esmenta Epifani el Monjo). Els seus deixebles estaven disposats al martiri i eren batejats tres vegades, però potser aquesta pràctica es va introduir després de la seva mort. Celebraven com a dia festiu el dissabte i no el diumenge. Els seguidors de Marció eren els marcionites i la doctrina que predicava s'anomena marcionisme. Alguns dels seus deixebles coneguts eren Apel·les i Filomena.

## Segons Ireneu
Ireneu en els seus escrits afirma que Marció va blasfemar del Déu de la Llei i els Profetes, dient que era un déu malèfic i amic de guerres, i també inconstant en els seus judicis i en contradicció amb si mateix. Pel que fa a Jesús, testifica que va venir del Pare, que està per sobre del Déu que va fer el món, i es va manifestar en forma humana als habitants de Judea, per abolir la Llei i els Profetes i totes les obres d'aquest Déu que va fer el món, a qui anomena també el Cosmocrator (Sobirà del món). Acusa a Marció de mutilar l'Evangeli segons Lluc, eliminant gran part de la doctrina de Jesús, on reconeixia el Pare com a Creador d'aquest món. Va convèncer als seus deixebles de que ell era molt més digne de crèdit que els Apòstols que van escriure l'evangeli.
També segons Ireneu, Marció, va mutilar les epístoles de Pau de Tars, eliminant tots aquells passatges on l'apòstol parla clarament del Déu que va fer el món, i de com Ell és el Pare de Jesucrist. Elimina igualment tots els escrits profètics, que Pau cita en els seus ensenyaments com profecies de la vinguda de Crist. Sobre la salvació, afegeix, està reservada a les ànimes iniciades en la seva doctrina. Però el cos, pel mateix que ha estat pres de la terra, no pot participar de la salvació.

## Obra
- Evangeli de Marció. El text recopila l'Evangeli segons Lluc, però més breu i curt, i les deu primeres Epístoles de Pau.
- Antítesi de Marció. Va recopilar una obra titulada Antithesis, formada per passatges de l'Antic i del Nou Testament que considerava que es contradeien mútuament. Aquesta obra la va examinaar i contestar Tertulià, en el seu quart llibre contra Marció.
- Llibre de Salms, citat pel Fragment Muratorià "un llibre de salms escrit per Marció".